# 16059 Мерібуда
16059 Мерібуда (16059 Marybuda) — астероїд головного поясу, відкритий 12 травня 1999 року.
Тіссеранів параметр щодо Юпітера — 3,435.